# Temps du rêve
Pour le roman, voir Norman Spinrad#Biographie.
Cet article possède un paronyme, voir Le Temps des rêves.
 (avril 2018).
Si vous disposez d'ouvrages ou d'articles de référence ou si vous connaissez des sites web de qualité traitant du thème abordé ici, merci de compléter l'article en donnant les références utiles à sa vérifiabilité et en les liant à la section « Notes et références ».

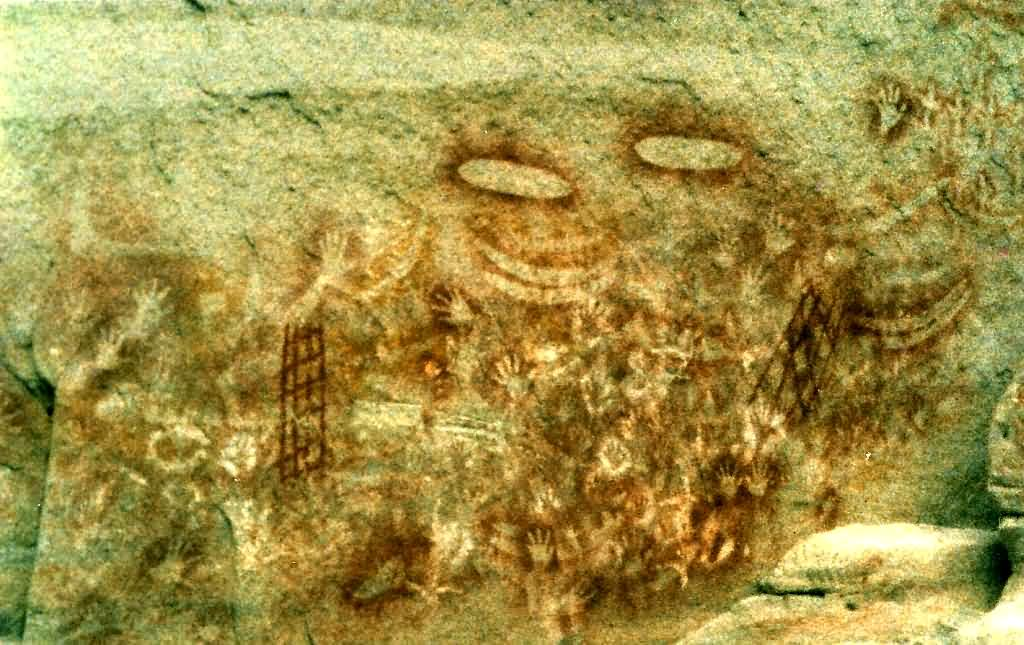
Art aborigène représentant un épisode du temps du rêve.

Le temps du rêve (en anangu : Tjukurrpa), aussi appelé le rêve (en anglais : the Dreaming ou Dreamtime), est le thème central de la culture du peuple autochtone des aborigènes d'Australie. Le temps mythique du « temps du rêve » explique les origines de leur monde, de l’Australie et de ses habitants.

## Tjukurrpa
Le « temps du rêve » désigne l’ère qui précède la création de la Terre, une période où tout n'était que spirituel et immatériel. Selon les aborigènes, le temps du rêve existe toujours et peut être atteint pour des besoins spirituels. Au travers du temps du rêve, il serait possible de communiquer avec les esprits et de déchiffrer le sens des mauvais présages, maladies et autres infortunes.
Baiame, le Premier Être, donne ensuite sa forme au monde en le rêvant.

## Les traces du rêve
La traduction du terme « Tjukurrpa » en « rêve » est une simplification des premiers anthropologues l'ayant étudié. Le terme renvoie plutôt à un ordre naturel (ou symphonie cosmique) tel qu'il est compris dans les concepts animistes. 
Dans la conception aborigène du monde, chaque événement laisse une trace sur Terre et tout dans la nature découle des actions d’êtres métaphysiques qui créèrent le monde. La signification de certains lieux et de certaines formations naturelles est liée à leur origine dans le temps du rêve. Certains lieux ont donc un « pouvoir de rêve » dans lequel réside le sacré. 
Ainsi, les Noongar de la région de l’actuelle ville de Perth sur la rive ouest de l’Australie, croient que l’escarpement rocheux « Darling Scarp » est le corps d’un Wagyl (encore transcrit Waugal ou Waagal) un être ophidien gigantesque du temps du rêve, qui en serpentant dans le paysage a créé lacs et rivières (en particulier la Swan).

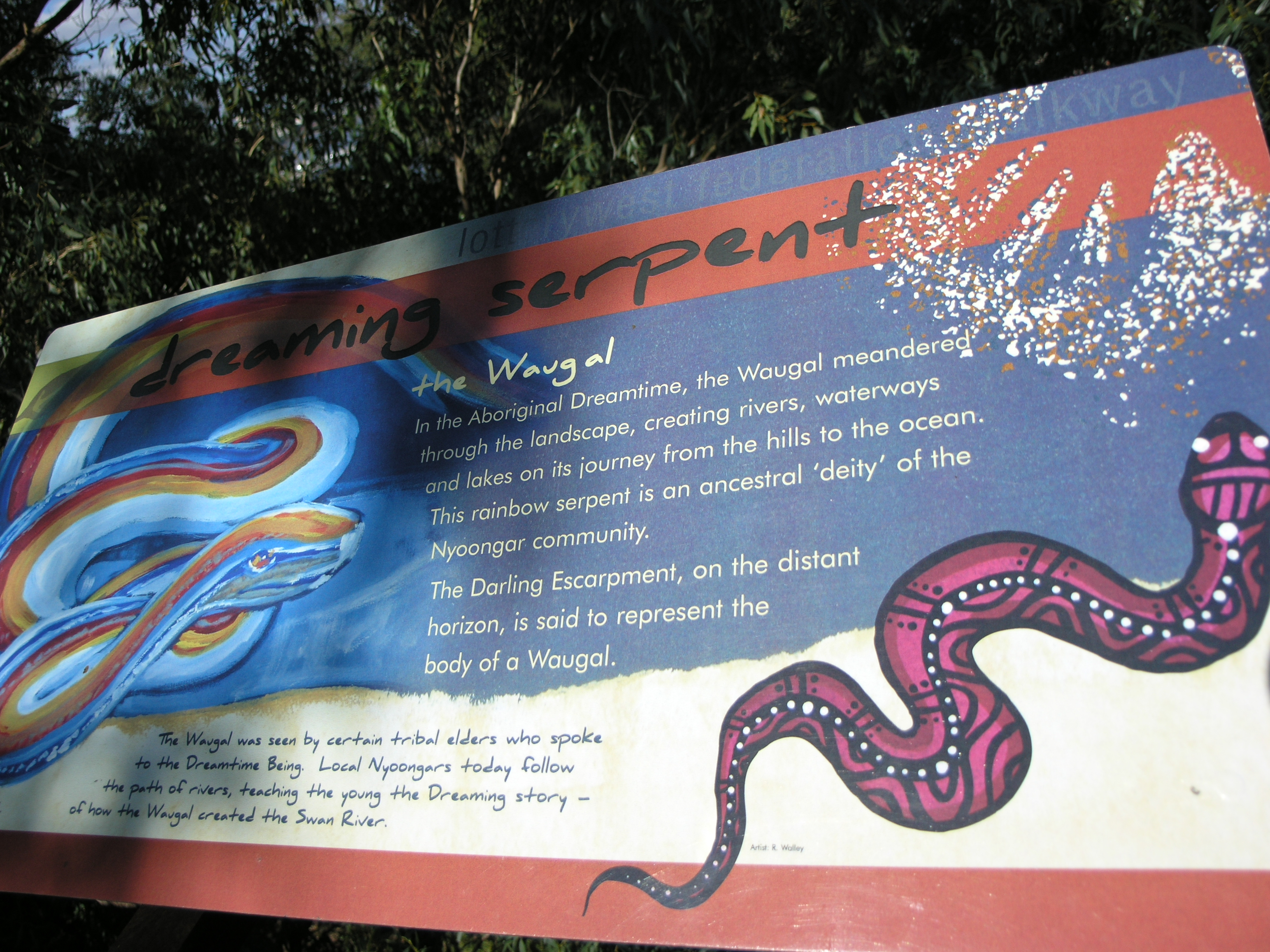
Le Wagyl représenté à la manière des aborigènes sur un panneau de Perth (Australie de l'Ouest).

La plupart des tribus aborigènes croient que toutes les formes de vies, plantes, animaux et humains, font partie d'un vaste et complexe ensemble d’interactions dont l’origine remonte aux grands esprits des ancêtres de l’époque du temps du rêve, ce qui, pour certains, est une conception très réaliste et même avant-gardiste du monde et de la vie : un système dynamique complexe.
Selon certaines versions (il existe de nombreuses cultures aborigènes en Australie) les esprits des ancêtres qui ont créé la Terre se retirèrent au fur et à mesure que le temps du rêve s’évanouissait. Dans une autre version, Altjira, le dieu du Temps du rêve, créa la Terre et se retira dans le ciel.
Les épisodes du temps du rêve ont été transmis par la tradition orale et par des peintures rupestres.

## La légende d’origine
La vie consciente serait la création par le rêve d'entités désignées sous le nom de « fourmis vertes » ou « hommes éclairs » jaillis tels la foudre du titanesque « serpent arc-en-ciel » pour ensemencer la Terre en y créant les plantes et les animaux, dépendant étroitement les uns des autres, avant de se réfugier, profondément enfouis sous les blocs de grès présents sur les sites sacrés, tel celui d’Uluru (au centre du continent australien) ainsi que sous l’épais manteau du continent des brumes glacées, à la suite du grand cataclysme engendré par l’affrontement de deux de leurs frères, à cause du don de la mémoire aux humains. Elles sont en sommeil depuis, et cela jusqu'à ce que le monde de la surface soit de nouveau propice à leur règne, utilisant la télépathie afin de diriger les pensées et les actes de leurs créatures (terraformation).

## Culture
- Cinéma :
- La Dernière Vague (The Last Wave) de Peter Weir (1977)
- Le Pays où rêvent les fourmis vertes (Wo die grünen Ameisen träumen) de Werner Herzog (1984)
- 10 canoës, 150 lances et 3 épouses (Ten Canoes) de Rolf de Heer et Peter Djigirr (2006)
- Musique :
- The Dreaming (chanson de Kate Bush de l'album éponyme, inspirée par Sun Arise de Rolf Harris)

#### Culture aborigène
- Mythologie aborigène, Cosmogonie des aborigènes d’Australie, Yurlungur
- Maban
- Tjurunga
- Art des Aborigènes d'Australie
- Patrimoine culturel immatériel
- 10 canoës, 150 lances et 3 épouses (2006), film qui évoque la vie et les mythes des premiers habitants de l'Australie, bien avant la colonisation

#### Autre
- Aiôn, Animisme, Noosphère, Agartha